# Желтоватый заяц
Желтоватый заяц (лат. Lepus flavigularis) — вид рода Lepus из отряда зайцеобразных. Одно из возможных названий теуантепекский заяц, по наименованию залива, на берегах которого обитает единственная популяция.

## Распространение
Ареал: Мексика, штат Оахака на побережье залива Теуантепек. Обитает на высоте не более 500 м. В настоящее время этот заяц населяет луга с открытым кустарником и прибрежные травянистые дюны.

## Поведение
Ведет сумеречный и ночной образ жизни. Ест травы и другие зеленые растения.
Длина сезона размножения может продолжаться с февраля по декабрь, с пиком в воспроизводства во время сезона дождей (с мая по октябрь). В выводке в среднем 2 детеныша. Оба пола достигают половой зрелости через шесть-семь месяцев после рождения.

## Морфологические признаки
Общая длина составляет 59,5 см. Взрослые весят от 3500 до 4000 граммов. Имеет большие уши и ноги. Его легко отличить от других видов зайцев благодаря двум черными полосам, идущим от основания ушей к затылку, и по его белыми бокам. Брюхо белое, спина светло-бурая с чёрной струйчатостью, крестец серый, хвост сверху чёрный.